# Delling (Mythologie)
Dellingr (altnordisch für Glänzender oder Berühmter), auch Delling, ist ein kleinwüchsiges Wesen der nordischen Mythologie. Er ist der dritte Gemahl der Nótt „Nacht“, mit der er den Sohn Dagr „Tag“ zeugte. Entsprechend seiner kleinen Gestalt ist er in den Þulur auch als Zwerg geführt.
In der Mythologie gilt Dellingr auch als Personifikation des Lichtes und damit als Gott der Dämmerung oder des Morgentaus.